# Ализаде, Акиф Агамехти оглы
Акиф Агамехти оглы Ализаде (азерб. Akif Ağamehdi oğlu Əlizadə; 25 февраля 1934) — азербайджанский геолог. Доктор геолого-минералогических наук, профессор, президент Национальной академии наук Азербайджана (НАНА) (2013 — 2019). Председатель Попечительского совета Фонда знаний при Президенте Азербайджана. Заместитель председателя партии «Новый Азербайджан». Заслуженный деятель науки Азербайджанской Республики (1991). Лауреат Государственной премии Азербайджанской Республики (1991).

## Биография
Акиф Ализаде родился 25 февраля 1934 года в Баку в семье известных врачей Агамехти и Афшан ханум.
Окончив среднюю школу с серебряной медалью. 
Окончил геологоразведочный факультет Азербайджанского индустриального института.
Тема кандидатской диссертации — «Нижнемеловые белемниты юго-восточного Кавказа и их стратиграфическое значение».
Тема докторской диссертации — «Меловые белемниты Азербайджана».
Доктор геолого-минералогических наук.
Профессор.
В 1957 году начал работать в Институте геологии АН Азербайджанской ССР. Институт стал постоянным местом его деятельности.
В 1980 году избран членом-корреспондентом, в 1989 году — действительным членом Академии наук Азербайджанской ССР.
Президент Академии наук Азербайджана (25 апреля 2013 — 22 октября 2019).
Генеральный директор Института геологии и геофизики Азербайджана.
Заместитель председателя редакционной коллегии Азербайджанской национальной энциклопедии.
Президент Национального комитета геологов Азербайджана.
Председатель Кавказской региональной межведомственной стратиграфической комиссии (Кав. РМСК).
Член Попечительского совета Фонда развития науки при Президенте Азербайджана и Научного фонда при Государственной нефтяной компании Азербайджана.
Председатель Попечительского совета Фонда знаний при Президенте Азербайджана. 
Является преподавателем геологического факультета Бакинского государственного университета.
В 2014 году избран иностранный членом Российской академии естественных наук.
Автор 255 научных работ, 9 монографий. 54 работы изданы за рубежом. 32 научные статьи изданы в журналах, индексируемых (реферируемых) в международных базах.
Обладает 6 авторскими свидетельствами и патентами.
Подготовил 15 кандидатов наук.

## Основные научные достижения
Сфера научных интересов А. Ализаде охватывает региональную стратиграфию меловых отложений Азербайджана. Под его руководством и при непосредственном участии была разработана стратиграфическая схема меловых отложений Азербайджана. При этом проанализирован и обобщён палеонтолого-стратиграфический материал, отражающий современные представления о геологических процессах, формировании осадочных, вулканогенноосадочных формаций, распространении и развитии фауны мелового периода.
На основе многолетних исследований А. Ализаде сформулированы основные положения учения о комплексах меловой моллюсковой фауны (белемнитов) Азербайджана, даны их классификация и филогения, проведен морфофункциональный анализ, разработаны принципы палеобиогеографического районирования, освещены вопросы экологии и палеопатологии.
А. Ализаде принадлежит приоритет в установлении этапов пространственно-временного распределения меловых беспозвоночных Средиземноморья и выделении в данном регионе соответствующих палеобиогеографических таксонов. Исследование морфогенеза в историческом аспекте, определение тенденции изменения характера популяций, выявление наследственных морфологических изменений позволили ему восстановить общий эволюционный ход различных групп белемноидей. 
А. Ализаде были проведены фундаментальные исследования по разработке методов биогеохимического районирования меловых бассейнов Кавказа и изучению геохимической обстановки палеобассейнов, как фактора эволюции. По результатам анализа микроструктурных, химических и кристаллохимических особенностей веществ скелетных образований ископаемых организмов были выявлены закономерности миграции и концентрации различных химических элементов, определены палеофизиологические особенности отдельных таксонов, описана геохимическая экология меловых беспозвоночных. Впервые методом изотопной палеотермометрии были установлены абсолютные значения палеотемператур меловых бассейнов Азербайджана по соотношению изотопов О18 и О16.
А. Ализаде занимается вопросами региональной геологии, тектоники, рудной геологии и гидрогеологии. В последние годы его внимание акцентируется на геоэкологии — новом научном направлении, ставшем приоритетным в деятельности возглавляемого им института. Научный мир, наряду с именами А. П. Павлова и Г. Я. Крымгольца, отмечает большой вклад А. Ализаде в изучение ископаемых внутреннераковинных головоногих и признает заслуги азербайджанского учёного в изучении меловых белемнитов, назвав его именем — «Акифибелиды» — новое семейство белемноидей (1984 г.).
За цикл работ по палеонтологии и стратиграфии меловых отложений (вместе с группой авторов) А. Ализаде был удостоен звания лауреата Государственной премии Азербайджана (1991).

## Награды и звания
- Юбилейная медаль «За доблестный труд. В ознаменование 100-летия со дня рождения Владимира Ильича Ленина» (1970)
- Орден «Знак Почёта» (1986)
- Академик Национальной академии наук Азербайджана (НАНА) (1989 год)
- Заслуженный деятель науки Азербайджанской Республики (12 мая 1991 года) — за заслуги в развитии науки и подготовке высококвалифицированных научных кадров в Республике[4]
- Государственная премия Азербайджанской Республики (26 мая 1991 года)
- Орден «Слава» (14 февраля 2004 года) — за заслуги в развитии азербайджанской науки[5]
- Орден «Честь» (20 февраля 2009 года) — за большие заслуги в развитии геологической науки в Азербайджане[6]
- Орден «Независимость» (25 февраля 2014 года) — за плодотворную деятельность в области развития и организации науки в Азербайджанской Республике, особые заслуги в подготовке высококвалифицированных научных кадров[7]
- Орден «Сын Отечества» (2014 год, международный журнал «Мой Азербайджан»)[8]
- Золотая медаль Международной тюркской академии (2015 год)[9]
- Памятная медаль по случаю 90-летнего юбилея Нахчыванской Автономной Республики (2015 год)[10]
- Медаль по случаю 90-летия со дня создания Национальной Академии наук Беларуси (2018 год)[11]
- Орден «Труд» I степени (23 октября 2019 года) — за многолетнюю плодотворную деятельность в области развития науки в Азербайджанской Республике[12][13]
- Почётный диплом Президента Азербайджанской Республики (24 февраля 2024 года) — за многолетнюю плодотворную деятельность в развитии науки в Азербайджане[14]
- Почетный знак «Рыцарь науки и искусства» РАЕН (2014)
- Нагрудный знак «Азербайджанский гранат» (27 декабря 2018)
- Медаль и диплом им. академика А. А. Борисяка (2019)